# Передовик (Чечерский район)
Передовик (бел. Перадавік) — посёлок в Нисимковичском сельсовете
Чечерского района Гомельской области Беларуси.
На востоке граничит с лесом.

## География

### Расположение
В 24 км на северо-восток от Чечерска, 61 км от железнодорожной станции Буда-Кошелёвская (на линии Гомель — Жлобин), 89 км от Гомеля.

### Гидрография
На западе река Покать (приток реки Сож).

## Транспортная сеть
Рядом автодорога Полесье — Чечерск. Состоит из Т-образной улицы с деревянной, усадебного типа застройкой.

## История
Основан в начале 1920-х годов переселенцами из соседних деревень на бывших помещичьих землях. В 1931 году организован колхоз. 10 жителей погибли на фронтах Великой Отечественной войны. Согласно переписи 1959 года в составе совхоза «Сож» (центр — деревня Сидоровичи).
С 1 июня 2006 года в Нисимковичском сельсовете (до 31 мая 2006 года в Полесском сельсовете).

## Население

### Численность
- 2004 год — 9 хозяйств, 15 жителей.

### Динамика
- 1788 год — жителя.
- 1795 год — жителя.
- 1811 год — дворов, жителей.
- 1834 год — жителей.
- 1885 год — дворов, жителя.
- 1897 год — дворов, житель (согласно переписи).
- 1908 год — дворов, жителей.
- 1917 год — дворов, жителей.
- 1925 год — дворов, жителей.
- 1940 год — дворов, жителей.
- 1959 год — 130 жителей (согласно переписи).
- 2004 год — 9 хозяйств, 15 жителей.